# باشگاه فوتبال اوبرلانجیا
باشگاه فوتبال اوبرلانجیا (به پرتغالی: Uberlândia Esporte Clube) که معمولاً به سادگی با نام اوبرلانجیا شناخته می‌شود، یک باشگاه فوتبال برزیلی از شهر اوبرلانجیا در ایالت مینا ژرایس است. این باشگاه در سال ۱۹۲۲ تأسیس شد و بازی‌های خانگی خود را در ورزشگاه پارک دو سابیا انجام می‌دهند. رنگ‌های باشگاه سبز و سفید است.

## افتخارات
| ملی                 | ملی    | ملی              |
| مسابقات             | عناوین | فصل              |
| ------------------- | ------ | ---------------- |
| سری بی برزیل        | ۱      | ۱۹۸۴             |
| ایالت               |        |                  |
| مسابقات             | عناوین | فصل              |
| جام حذفی مینا ژرایس | ۱      | ۲۰۰۳             |
| قهرمانی مینیرو ۲    | ۳      | ۱۹۶۲، ۱۹۹۹، ۲۰۱۵ |